# جبل ريدان
جبل ريدان ، يقع في محافظة بارق في أقصي الجنوب الغربي للمملكة العربية السعودية، أشهر جبال تهامة ويبلغ ارتفاعه حوالي 1600 متر فوق سطح البحر. يقع بالتحديد في جنوب شرق بارق وهذا الجبل أشبه بهرم مستطيل. وهو منحوت من جهته تأوى إليه النحل بكثرة، والمجاورون له يستخرجون من كهوفه عسلا منقطع النظير، ويجلبونه إلى الأسواق المجاورة له للبيع.